# فيرينتس مونيش
فيرينتس مونيش (بالمجرية: Ferenc Münnich، وتُلفظ: [ˈfɛrɛnt͡s ˈmynnih]، ولد 18 نوفمبر 1886 – توفي 29 نوفمبر 1967) هو سياسي شيوعي مجري شغل منصب رئيس مجلس وزراء جمهورية المجر الشعبية خلال الفترة من عام 1958 حتى عام 1961.
التحق بالجيش النمساوي المجري خلال الحرب العالمية الأولى، وقاتل على الجبهة الشرقية. وقع في الأسر عام 1915 ليتم ترحيله إلى مدينة تومسك بسيبيريا.
وأُطلق سراحه عام 1918 ليعود إلى المجر. شارك في حكومة الجمهورية المجرية السوفييتية عام 1919.
كما قاتل في الحرب الأهلية الإسبانية فكان مفوضاً في كتيبة راكوسي المنتمية للواء الدولي الثالث عشر.
التحق بالحزب الشيوعي المجري في أكتوبر عام 1945، وعاد من المنفى بعد انتهاء الحرب العالمية الثانية ليصبح مشرف شرطة في بودابست. عمل خلال الثورة المجرية في حكومة إيمري ناج بمنصب وزير الداخلية لفترة قصيرة الأمد من يوم 27 حتى يوم 31 أكتوبر من عام 1956 ليفر بعدها إلى الاتحاد السوفيتي. وعاد إلى المجر مع يانوش كادار يوم 4 نوفمبر 1956 ليتولى منصب وزير الداخلية ووزير الدفاع في الحكومة المجرية المتشكلة خلال الثورة وشغل هذين المنصبين حتى 1 مارس عام 1957. ونظَّم بعد ذلك بشهرين ما يُعرف بميليشيا العمَّال وهي عبارة عن وحدة شبه عسكرية. ويُذكر أن النظام السوفييتي منحه وسام لينين.

## روابط خارجية
- فيرينتس مونيش على موقع مونزينجر (الألمانية)